# San Antonito (okrug Bernalillo, Novi Meksiko)
San Antonito je popisom određeno mjesto u okrugu Bernalillu u američkoj saveznoj državi Novom Meksiku. Prema popisu stanovništva SAD 2010. ovdje je živjelo 985 stanovnika. 

## Zemljopis
Nalazi se na 35°9′47″N 106°20′51″W / 35.16306°N 106.34750°W. Prema Uredu SAD-a za popis stanovništva, zauzima 6,33 km2 površine, sve suhozemne.

## Kulturne znamenitosti
Povijesna crkva i groblje u San Antonitu iz 1886. godine nalazi se u Nacionalnom registru povijesnih mjesta.

## Stanovništvo
Prema podatcima popisa 2010. ovdje je bilo 985 stanovnika, 419 kućanstava od čega 299 obiteljskih, a stanovništvo po rasi bili su 86,3% bijelci, 0,4% "crnci ili afroamerikanci", 2,1% "američki Indijanci i aljaskanski domorodci", 1,0% Azijci, 0,0% "domorodački Havajci i ostali tihooceanski otočani", 7,4% ostalih rasa, 2,7% dviju ili više rasa. Hispanoamerikanaca i Latinoamerikanaca svih rasa bilo je 22,1%.